# Мартина Претели
Мартина Претели (итал. Martina Pretelli, рођена Блудова, 28. децембар 1988) је санмаринска атлетичарка, специјалиста за спринтерске дисциплине. Актуелна национална рекордерка у девет дисциплина (шест појединачних и три штафетна). Вишеструка учесница Светских првенстава на отвореном и у дворани. Учесница је Олимпијских игара 2012. у Лондону.

## Значајнији резултати
| Год.       | Такмичење                   | Место                        | Плас.      | Рез.              |            |
| Сан Марино | Сан Марино                  | Сан Марино                   | Сан Марино | Сан Марино        | Сан Марино |
| ---------- | --------------------------- | ---------------------------- | ---------- | ----------------- | ---------- |
| 2007       | Игре малих држава Европе    | Никозија, Кипар              | 5          | штафета4 x 100 м  | 49,6       |
| 2008       | Светско првенство у дворани | Валенсија, Шпанија           | 34         | 60 м              | 8,54       |
| 2009       | Игре малих држава Европе    | Никозија, Кипар              | 6          | 100 м             | 12,49      |
| 2009       | Игре малих држава Европе    | Никозија, Кипар              | 4          | 200 м             | 25,48      |
| 2009       | Игре малих држава Европе    | Никозија, Кипар              | 5          | штафета 4 x 100 м | 50,53      |
| 2009       | Игре малих држава Европе    | Никозија, Кипар              | 6          | штафета 4 x 400 м | 4:07,75    |
| 2009       | Светско првенство           | Берлин, Немачка              | 49         | 100 м             | 12,65      |
| 2010       | Светско првенство у дворани | Доха, Катар                  | 30         | 60 м              | 7,94       |
| 2011       | Игре малих држава Европе    | Шан, Лихтенштајн             | 4          | 100 м             | 12,02 (НР) |
| 2011       | Игре малих држава Европе    | Шан, Лихтенштајн             | 5          | 200 м             | 24,94 (НР) |
| 2011       | Игре малих држава Европе    | Шан, Лихтенштајн             | 5          | штафета 4 x 100 м | 49,13 (НР) |
| 2011       | Светско првенство           | Тегу, Јужна Кореја           | 46         | 100 м             | 12,27      |
| 2012       | Светско првенство у дворани | Истанбул, Турска             | 41         | 60 м              | 7,79       |
| 2012       | Олимпијске игре             | Лондон, Уједињено Краљевство | 12         | 100 м             | 12,41      |
| 2013       | Игре малих држава Европе    | Луксембург, Луксембург       | 8          | 100 м             | 12,34      |
| 2013       | Игре малих држава Европе    | Луксембург, Луксембург       | 6          | 200 м             | 25,30      |
| 2013       | Игре малих држава Европе    | Луксембург, Луксембург       | 4          | штафета 4 х 100 м | 49,47      |
| 2013       | Светско првенство           | Москва, Русија               | 41         | 100 м             | 12,73      |
| 2014       | Светско првенство у дворани | Сопот, Пољска                | 40         | 60 м              | 7,94       |

## Лични рекорди
Ово је листа личних рекорда према профилу Мартине Претели на сајту ИААФ.
| Дисциплина      | Резултат   | Место     | датум            | детаљи |
| --------------- | ---------- | --------- | ---------------- | ------ |
| 60 м у дворани  | 7,59 НР    | Анкона    | 7. јануар 2012   | [ 2 ]  |
| 100 м           | 12,02 НР   | Шан       | 1. јун 2011.     | [ 3 ]  |
| 200 м           | 24,44 НР   | Шан       | 3. јун 2011.     | [ 4 ]  |
| 400 м           | 59,70 НР   | Рејкјавик | 18. јун 2011.    | [ 5 ]  |
| 200 м у дворани | 25,28 НР   | Анкона    | 8. јануар 2012.  | [ 6 ]  |
| 400 м у дворани | 1:00,59 НР | Анкона    | 6. фебруар 2011. | [ 7 ]  |